# Marengo (caballo)
Marengo es el nombre de uno de los caballos de Napoleón Bonaparte y el más famoso de todos ellos, destacando en la cuadra de Napoleón, que se componía de unos 130 ejemplares para su uso personal. Otros de sus más famosos corceles eran Vizir y Blanco.

## Historia
Era un caballo de constitución fuerte, pero de pequeña alzada, que era de 1,45 m. De raza árabe, debe su nombre a la batalla de Marengo que los ejércitos de la República Francesa ganaron en Marengo (Italia) el 14 de julio de 1800, fue importado desde Egipto en ese año.
Marengo, fue herido ocho veces en su carrera, llevó al emperador en la batalla de Austerlitz, en la batalla de Jena, en la batalla de Wagram, y en la batalla de Waterloo. También fue utilizado al galope entre Valladolid y Burgos por Napoleón, recorriendo la distancia de 130 kilómetros en cinco horas. Sobrevivió a la retirada de Moscú en 1812. El semental fue capturado en 1815 en la batalla de Waterloo por Guillermo Henry Francis Petre, 11.º barón Petre. Vivió alrededor de 38 años, entre 1793 y 1831. Su esqueleto se encuentra en Inglaterra, en el Museo Nacional del Ejército de Sandhurst.